# Patelloa facialis
Patelloa facialis là một loài ruồi trong họ Tachinidae.